# Kolejny szczęśliwy dzień
Kolejny szczęśliwy dzień (ang. Another Happy Day) – amerykański komediodramat z 2011 roku oparty na scenariuszu i reżyserii Sama Levinsona.
Film miał premierę 23 stycznia 2011 roku podczas 27. Festiwalu Filmowego w Sundance. W Polsce jego premiera odbyła się na kanale HBO.

## Opis fabuły
Lynn (Ellen Barkin) przyjeżdża z trojgiem dzieci do rodziców na wesele swojego najstarszego syna Dylana. Jej były mąż zjawia się tam w towarzystwie swojej nowej żony. Pozornie radosne spotkanie bliskich sobie osób dość szybko zmienia się w pasmo wzajemnych pretensji i upokorzeń.

## Obsada
- Ellen Barkin jako Lynn Hellman
- Kate Bosworth jako Alice Hellman
- Ellen Burstyn jako Doris
- Thomas Haden Church jako Paul
- George Kennedy
- Ezra Miller jako Elliot Hellman
- Demi Moore jako Patty
- Siobhan Fallon Hogan jako Bonnie
- Michael Nardelli jako Dylan
- Daniel Yelsky jako Ben Hellman
- Eamon O'Rourke jako Brandon
- Jeffrey DeMunn jako Lee
- Diana Scarwid